# تالبوت بينز ريد
تالبوت بينز ريد (بالإنجليزية: Talbot Baines Reed)‏ (3 أبريل 1852 - 28 نوفمبر 1893) كاتب إنجليزي في مجال أدب الخيال للشباب، وقد أسس لنوع أدبي هو «القصص المدرسية»، الذي استمر حتى منتصف القرن العشرين. من بين أعماله الأكثر شهرة «النموذج الخامس في سانت دومينيك». كان مساهمًا بشكل منتظم وغزير في سلسلة «صحيفة الفتى الخاصة» (بي. أو. بّي)، التي ظهر من خلالها إبداعه في مجال الخيال. من خلال عمل عائلته، أصبح ريد سباك حروف طباعة بارزًا، وكتب عملًا شاملًا في هذا الموضوع: تاريخ سباكة حروف الطباعة الإنجليزية القديمة.
والد ريد، تشارلز ريد كان ناجحًا في مجال الطباعة، وأصبح لاحقًا عضوًا في البرلمان (إم بّي). التحق تالبوت بمدرسة مدينة لندن قبل أن يغادرها بعمر السابعة عشر عامًا لينضم إلى عمل العائلة في شارع فان. بدأت مسيرته الأدبية في عام 1879، مع انطلاقة «صحيفة الفتى الخاصة». كانت أسرته مسيحية ملتزمة، من أعمدة الكنيسة الأبرشانية، وشاركت الأسرة في كثير من الأعمال الخيرية، على الرغم من ذلك لم يستخدم ريد كتاباته لتمرير المواعظ الأخلاقية، ولم يعجبه كتاب القصص المدرسية الأوائل الذين فعلوا ذلك، مثل دين فارار. إن الألفة التي جمعت ريد بجيل الشباب وفهمه الغريزي لوجهات نظرهم في الحياة وموهبته في خلق شخصيات واقعية، كلها ضمنت له شعبية ونجاحًا استمر لعدة أجيال. وقد حاول الكثير من الكتاب الأخرين محاكاة النمط الذي قدمه ريد في القصص المدرسية.
في عام 1881 وبعد وفاة والده، أصبح ريد رئيسًا للشركة. بحلول ذلك الوقت بدأ عمله التاريخي الكبير الذي نشر في عام 1887. جنبًا إلى جنب مع مساهماته في صحيفة الفتى الخاصة، فقد كتب ريد مقالات منتظمة ومراجعات كتب لصحيفة ابن عمه إدوارد بينز «ذا ليدز ميركوري». كان مؤسسًا مشاركًا وأول سكرتير فخري لجمعية الببليوغرافيا، وأمينًا للجمعيات الخيرية الخاصة بعائلته. كل هذا الكم من العمل ساهم في تدهور صحته. بعد معاناته مع المرض معظم عام 1893، توفي ريد في نوفمبر من ذلك العام، بعمر 41. وقد كرم في تأبينه لأجل مساهماته في قصص الأطفال الخيالية، ولعمله كمؤرخ شامل لسباكة حروف الطباعة الإنجليزية.

## خلفية العائلة
تنحدر عائلة ريد من «جون ريد»، وهو عقيد في جيش أوليفر كرومويل خلال الحرب الأهلية الإنجليزية. سكنت العائلة في مدينة «ميدن نيوتن»، مقاطعة دورست، قبل أن تنتقل إلى لندن في نهاية القرن الثامن عشر. كان جد تالبوت ريد، أندرو ريد (1787-1862)، كاهنًا في الكنيسة الأبرشانية ومؤسسًا لعدد من المؤسسات الخيرية، بما فيها ملجأ أيتام لندن ومستشفى للمرضى غير القابلين للشفاء. وكان أيضًا كاتب ترانيم شهير. لا زالت ترنيمته «الروح الإلهية، أحضري صلواتنا» موجودة في عدد من كتب الترانيم حتى القرنين العشرين والواحد والعشرين.
كان لأندرو ريد خمسة أبناء، ثالثهم هو تشارلز ريد (1819-1881)، الذي درب في عام 1836 ليعمل في شركة تصنيع الصوف في ليدز، يوركشاير، حيث أصبح أيضًا سكرتير اتحاد مدارس الأحد المحلي. من خلال عمله التقى بإدوارد بينز، وهو مالك ليدز ميركوري، وأحد اثنين من أعضاء البرلمان في المدينة. كان لدى عائلة بينز تقليد راسخ في الخدمة العامة والسياسية؛ إذ أصبح ابنا إدوارد بينز عضوين في البرلمان من بعده، وصل الابن الأكبر ماثيو تالبوت بينز في نهاية الأمر إلى مجلس الوزراء. أعجب تشارلز ريد بأصغر أولاد بينز، ابنته مارغريت، وتزوج بها في عام 1844. بحلول هذا الوقت ترك تشارلز صناعة الصوف وعاد إلى لندن، حيث أسس أول عمل خاص به، وهي شركة للطباعة.
استقرت العائلة في حي هكني في لندن، حيث كان تشارلز ناشطًا في الشؤون العامة والدينية، واهتم بشكل خاص بالتعليم. فأصبح عضوًا، ورئيسًا في ما بعد لمجلس إدارة مدراس لندن، وساهم في إنشاء مجلس التعليم للكنيسة الأبرشانية. من عام 1868 وحتى عام 1881 كان واحدًا من النواب عن هكني. واهتم بعائلته المكونة من خمسة فتيان، وابنه الثالث هو تالبوت بينز - تيمنًا بعمه المتميز- الذي ولد في منزل العائلة «إيرلسميد» في 3 أبريل عام 1852. وسع تشارلز أعماله خلال السنوات اللاحقة، ومع حلول العام 1861 كان عمله قد وصل من الازدهار الحد الذي سمح له بالحصول على مسبكة ثوروغود لحروف الطباعة في شارع فان، في حي مدينة لندن.

## نشأته
نشأ تالبوت بينز ريد في جو أسري سعيد، يهيمن عليه الحماس الديني لتشارلز ريد وإيمانه بأن الرياضة القوية في الهواء الطلق هي أفضل وسيلة لتربية الأولاد. هذا الجو من «البروتستانتية البسيطة والمبهجة» كان -وفقًا لأحد الأصدقاء- «مناسبًا تمامًا لشخصية تالبوت ومزاجه». بدأ تالبوت تعليمه في مدرسة بريوري هاوس، كلابتون، وفي عام 1864 أصبح تلميذًا في مدرسة مدينة لندن، وقد كانت مؤسسة جديدة نسبيًا أسست في ميلك ستريت، شيبسايد عام 1837. كان شقيق تالبوت الأكبر تشارلز جونيور ناجحًا بشكل ملحوظ هناك، كشخصية قيادية في فرق الكريكت وكرة القدم. سرعان ما ظهر تميز تالبوت أيضًا، خاصة في مجال الرياضة؛ يصفه معاصر له بأنه «مليء بالحياة والحيوية... قوة عضلاته، وطول أطرافه، وجرأة الهجوم لديه، وانعدام الخوف المطلق، وقوة الأعصاب، كلها جعلته بارزًا». أظهر ريد في ما بعد بعض التحفظات حول إنجازاته الأكاديمية، مؤكدًا أن أحد نجاحاته القليلة كان الفوز «بمكتب في ركن مريح بالقرب من النار». حقق ريد نتائج ممتازة في اللغات الفرنسية واليونانية واللاتينية، ونافس على جائزة اللاتينية في المرحلة الثانوية. وقد كان هربرت هنري أسكويث -رئيس الوزراء البريطاني المستقبلي- أحد معاصريه في المدرسة.
على الرغم من الأدلة على وجود قدرة أكاديمية كبيرة لدى ريد لكنه لم يتبع خطى شقيقه تشارلز، الذي تابع دراسته في كلية ترينيتي في كامبريدج. بدلًا من ذلك، في عام 1869 غادر ريد المدرسة للانضمام إلى شركة العائلة، والمعروفة باسم «السيد تشارلز ريد وأبناؤه» أو بشكل غير رسمي باسم «مسبكة شارع فان»، وبدأ العمل الذي استمر طيلة حياته في مجال الطباعة. في الوقت نفسه كان قادرًا على ايجاد الفراغ لمتابعة اهتماماته الجسدية والفنية والفكرية، ومشى مرتين مسافة 53 ميلًا (85 كيلومترًا) من لندن إلى كامبريدج، في كل مرة كان يغادر بعد ظهر يوم الجمعة ويصل إلى كلية سانت جون لتناول الإفطار يوم السبت. ريد كان سباحًا ماهرًا، وفاز بميدالية الجمعية الإنسانية الملكية بسبب إنقاذه لابن عمه من الغرق. وكان عازف بيانو بارعًا ورسامًا بارزًا يستخدم القلم والحبر، بالإضافة إلى أسلوبه الجذاب في الكتابة. وقد وظف هذه المواهب الفنية لإنتاج مجلة عائلية اسمها «ذا إيرلسفيلد كرونيكل» التي حررها ريد (وكتبها إلى حد كبير) من منتصف سبعينيات القرن التاسع عشر. كانت توزع هذه المجلة ضمن نطاق أسرة ريد الممتدة. وتضمنت مقالات جدية مثل: «هل التقشف الكامل واجب أخلاقي؟» إلى جانب المقاطع الهزلية والرسوم الكرتونية.